# Caroline Hazard
Caroline Hazard (10 de junio de 1856-19 de marzo de 1945) fue una educadora, filántropa y autora estadounidense. Tuvo el cargo como la quinta presidenta de Wellesley College, de 1899 a 1910.

## Biografía
Caroline Hazard nació en Peace Dale, Rhode Island en 1856. Fue educada en la escuela Mary A. Shaw en Providence y recibió clases privadas en la Universidad Brown y en Europa. Dirigió programas de bienestar en Peace Dale, y escribió sobre una variedad de temas, incluyendo biografías, poesía e historia de Rhode Island.
Sucedió a Julia J. Irvine como presidenta de Wellesley College el 8 de marzo de 1899. En su discurso inaugural, habló sobre el papel de las mujeres en la sociedad, la necesidad de equilibrar las emociones y el intelecto, y sus nuevas responsabilidades.
Como presidenta, tomó un papel activo en la construcción de nuevos edificios y solicitó sugerencias del arquitecto Frederick Law Olmsted sobre el diseño de las residencias estudiantiles. Supervisó la construcción del Observatorio, la Casa del Observatorio, el Cuadrángulo de Peligros y la Biblioteca, y contribuyó personalmente con fondos propios para algunos de estos proyectos. Estos edificios, así como la casa de Hazard en Peace Dale, fueron marcados con una concha de vieira, un símbolo personal que adoptó en referencia a un poema de Walter Raleigh.
Gracias a su liderazgo, los esfuerzos de recaudación de fondos y las donaciones personales, la matrícula de la universidad se duplicó, los departamentos académicos se expandieron y los salarios de los profesores aumentaron.
Continuó actuando como fideicomisaria de Wellesley College desde su retiro en 1910 hasta 1927. Mantuvo una residencia en Santa Bárbara, California y realizó visitas frecuentes allí. Después de la muerte de su hermano Rowland en 1918, Hazard tomó su lugar en la junta del Museo de Historia Natural de Santa Bárbara y donó tierras para ampliar sus edificios. También lideró una iniciativa para comprar tierras que luego se convirtieron en parte de Mission Park.
Falleció en Santa Bárbara el 19 de marzo de 1945 y fue enterrada en el cementerio Oak Dell, South Kingstown, Rhode Island. Fue incluida en el Salón de la fama de las mujeres de Rhode Island. en el 2010.